# Gyrinophilus
Genre
Gyrinophilus est un genre d'urodèles de la famille des Plethodontidae.

## Répartition
Les quatre espèces de ce genre se rencontrent dans les monts Appalaches dans l'est des États-Unis et du Canada.

## Liste d'espèces
Selon Amphibian Species of the World (7 avril 2014) :
- Gyrinophilus gulolineatus Brandon, 1965
- Gyrinophilus palleucus McCrady, 1954
- Gyrinophilus porphyriticus (Green, 1827)
- Gyrinophilus subterraneus Besharse & Holsinger, 1977

## Publication originale
- Cope, 1869 : A review of the species of Plethodontidae and Desmognathidae. Proceedings of the Academy of Natural Sciences of Philadelphia, vol. 21, p. 93-118 (texte intégral).